# وزارة المالية (سنغافورة)
وزارة المالية (بالملايوية: Kementerian Kewangan)‏؛ (بالصينية: 财政部)؛ (بالتاميلية: நிதி அமைச்சு)‏ هي وزارة تابعة لحكومة سنغافورة مسؤولة عن إدارة السياسات المالية وهيكل اقتصاد سنغافورة.

## الجهات التابعة
- هيئة المحاسبة وتنظيم الشركات
- دائرة المحاسب العام
- هيئة الإيرادات الداخلية في سنغافورة
- لجنة المحاسبة السنغافورية
- جمارك سنغافورة
- مجلس حمل